# Бальди, Бальдо
Бальдо Бальди (итал. Baldo Baldi; 19 февраля 1888, Ливорно, Тоскана — 21 декабря 1961, Ливорно, Тоскана) — итальянский фехтовальщик. Двукратный олимпийский чемпион 1920 года.

## Биография
Бальдо Бальди родился 19 февраля 1888 года в итальянском городе Ливорно.
Выступал в фехтовальных соревнованиях за «Фидес» из Ливорно.
В 1920 году вошёл в состав сборной Италии на летних Олимпийских играх в Антверпене. В личном турнире саблистов занял в четвертьфинальной группе 4-е место с 3 победами и 3 поражениями, в полуфинальной группе — 2-е место с 5 победами и 1 поражением, в финале — последнее, 12-е место с 3 победами и 8 поражениями. В командном турнире рапиристов сборная Италии, за которую также выступали Томмазо Константино, Недо Нади, Абелардо Оливье, Оресте Пулити, Пьетро Спецьяле и Родольфо Терлицци, заняла в полуфинале 1-е место, победив Великобританию — 9:7, Бельгию — 9:7 и Данию — 12:4, а в финале, где Бальди не участвовал, завоевала золотую медаль. В командном турнире саблистов сборная Италии, за которую также выступали Недо Нади, Альдо Нади, Оресте Пулити, Франческо Гаргано, Джорджо Сантелли и Дино Урбани, завоевала золотую медаль, победив Данию — 13:3, Чехословакию — 13:3, США — 13:3, Нидерланды — 12:4, Бельгию — 12:4, Францию — 13:3.
За спортивные заслуги был награждён золотой медалью Олимпийского комитета Италии.
Умер 21 декабря 1961 года в Ливорно.